# Bahula
Bahula är en ort i Indien.   Den ligger i distriktet Barddhamān och delstaten Västbengalen, i den östra delen av landet, 1 100 km sydost om huvudstaden New Delhi. Bahula ligger 102 meter över havet och antalet invånare är 16 264.
Terrängen runt Bahula är platt. Runt Bahula är det mycket tätbefolkat, med 1 573 invånare per kvadratkilometer. Närmaste större samhälle är Asansol, 18,8 km väster om Bahula. Omgivningarna runt Bahula är en mosaik av jordbruksmark och naturlig växtlighet.